# Joughin Glacier
Joughin Glacier är en glaciär i Antarktis. Den ligger i Västantarktis. Argentina, Chile och Storbritannien gör anspråk på området. Joughin Glacier ligger 759 meter över havet.
Terrängen runt Joughin Glacier är kuperad västerut, men österut är den platt. Trakten är obefolkad. Det finns inga samhällen i närheten.